# Мотел
Мотел е място за настаняване на туристи.
Представлява евтин крайпътен хотел за пребиваване и обслужване на автотуристи, разположен в близост до паркинг и имащ лесен достъп до магистрали. Той е неголям, обикновено на 1 или 2 етажа, входът е директно от улицата и колата е паркирана пред самия вход в повечето случаи. Той е значително по-евтин от повечето хотели, но и предлаганите услуги, обслужване и удобства са минимални. Удобен е за кратък престой.
Думата мотел е своеобразно съчетание от думите мотор (на английски: motor (прил.) – автомобилен, за автомобили) и хотел. Влиза в употреба след Втората световна война.

## История
Първите къмпинги за автомобилни туристи били построени в края на 1910 г. Преди това туристи и пътници, които не можели да си позволят да отседнат в хотел или спели в колите си и опъвали палатки на поляните покрай пътя. По-модерните къмпинги от 20-те и 30-те години вече предлагали течаща вода, места за пикник и бани и тоалетни. По този начин се предотвратявало опъването на палатки в градини и обработваеми площи.